# Dalīkdāshī
Dalīkdāshī (persiska: دَليكدَش, دلیک داشی, Dalīkdash) är en ort i Iran.   Den ligger i provinsen Västazarbaijan, i den nordvästra delen av landet, 700 km nordväst om huvudstaden Teheran. Dalīkdāshī ligger 2 201 meter över havet och antalet invånare är 223.
Terrängen runt Dalīkdāshī är huvudsakligen kuperad, men åt nordost är den platt. Runt Dalīkdāshī är det ganska glesbefolkat, med 39 invånare per kvadratkilometer. Närmaste större samhälle är Seyah Cheshmeh, 7,0 km öster om Dalīkdāshī. Trakten runt Dalīkdāshī består i huvudsak av gräsmarker.